# La Cuadrita
La Cuadrita är en ort i Mexiko.   Den ligger i kommunen Guaymas och delstaten Sonora, i den nordvästra delen av landet, 1 500 km nordväst om huvudstaden Mexico City. La Cuadrita ligger 10 meter över havet och antalet invånare är 181.
Terrängen runt La Cuadrita är varierad.  Närmaste större samhälle är Empalme, 8,7 km sydost om La Cuadrita. Omgivningarna runt La Cuadrita är i huvudsak ett öppet busklandskap.